# Roba da ricchi
Roba da ricchi è un film comico italiano del 1987, diretto da Sergio Corbucci.

## Trama
Sullo sfondo di Monte Carlo (dove il film è stato girato) si intrecciano tre storie diverse:

### Primo episodio
Attilio Carbone, imbranato assicuratore, dopo aver incautamente assicurato un cane contro i danni ad esso provocati, per non essere licenziato deve riuscire a liquidare alla padrona il risarcimento minore possibile.
Verrà però sedotto dalla procace, affascinante e prorompente Dora che lo convincerà a far stipulare al marito una cospicua polizza sulla vita per poi ucciderlo e intascare i soldi dell'assicurazione; la donna, in combutta con il marito, finirà per truffare entrambi, intascando i soldi e abbandonando i due in un'isola deserta.

### Secondo episodio
Il commendatore Aldo Petruzzelli è un ricco imprenditore e produttore di orecchiette che tradisce abitualmente la moglie Mapi nei suoi continui viaggi d'affari. Raggiunta la famiglia a Monte Carlo, scopre che la moglie ha perso la testa per il suonatore ambulante Napoleone, detto Nap, e per farla uscire dalla depressione la dottoressa di famiglia suggerisce di fare incontrare i due. Petruzzelli accetta per il bene della moglie, venendo anche convinto che Nap sia gay. Durante l'attesa, Petruzzelli scopre che egli non è affatto gay, ma ormai è troppo tardi per fermare i due.
Quando Mapi torna a casa, convince il marito che con Nap non è successo nulla e che è stata tutta una messa in scena per punire lui per i suoi continui tradimenti. 
Ritrovata la serenità, si promettono fedeltà reciproca. In realtà, entrambi i coniugi (Mapi con Nap e Aldo con numerose ragazze) continueranno a tradirsi a vicenda come hanno sempre fatto.

### Terzo episodio
Don Vittorino, di ritorno da un viaggio in torpedone a Lourdes con alcuni parrocchiani, viene bloccato a Monte Carlo, poiché è la copia esatta dell'uomo che turba i sogni della principessa Topazia. Su pressione del futuro marito di lei, dello psichiatra che l'ha in cura, di un monsignore e dello stesso papa Giovanni Paolo II, accetta di impersonare l'uomo, nel tentativo di riprodurre il sogno ricorrente della principessa.
La messa in scena, seppure con diversi intoppi ed equivoci, arriverà a compimento. Don Vittorino viene anche nominato consulente spirituale della principessa con la gioiosa approvazione del futuro marito e dei genitori di entrambi gli sposi, celebrando in seguito anche il loro matrimonio, ma in realtà per Topazia è solo una scusa per averlo come amante.